# La Guadalupe, San Pedro Atoyac
La Guadalupe är en ort i Mexiko.   Den ligger i kommunen San Pedro Atoyac och delstaten Oaxaca, i den sydöstra delen av landet, 300 km söder om huvudstaden Mexico City. La Guadalupe ligger 349 meter över havet och antalet invånare är 144.
Terrängen runt La Guadalupe är kuperad. Runt La Guadalupe är det ganska tätbefolkat, med 111 invånare per kvadratkilometer. Närmaste större samhälle är San Juan Jicayán, 5,9 km sydväst om La Guadalupe. Omgivningarna runt La Guadalupe är en mosaik av jordbruksmark och naturlig växtlighet.